# 3125 Hay
3125 Hay è un asteroide della fascia principale. Scoperto nel 1982, presenta un'orbita caratterizzata da un semiasse maggiore pari a 2,6005496 UA e da un'eccentricità di 0,2018567, inclinata di 12,76303° rispetto all'eclittica.
L'asteroide è dedicato all'attore statunitense William Thompson Hay che, appassionato di astronomia, nel 1933 scoprì una macchia bianca su Saturno.